# National Botanic Gardens of Ireland

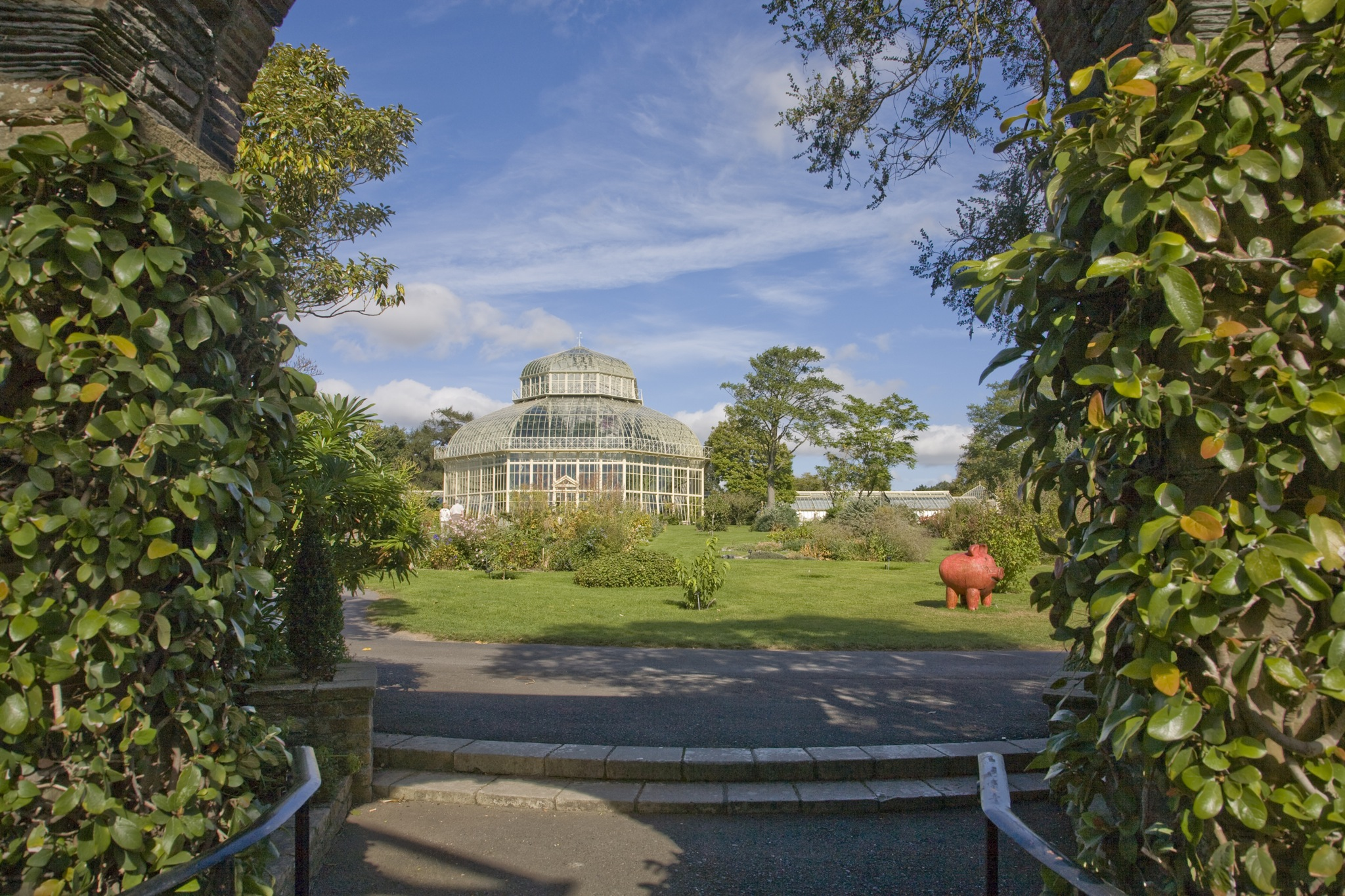
National Botanic Gardens, Blick aufs große Palmenhaus

Die National Botanic Gardens of Ireland (Irisch: Garraithe Náisiúnta na Lus) im Dubliner Stadtteil Glasnevin umfassen auf gut 19,5 ha Fläche einen großen Park mit diversen Themengärten, mehreren Gewächshäusern und einigen Sammlungs- und Verwaltungsgebäuden. Die 1795 gegründete und heute über 20.000 Pflanzenarten und -varietäten beherbergende Anlage ist der wichtigste Botanische Garten der Republik Irland. 

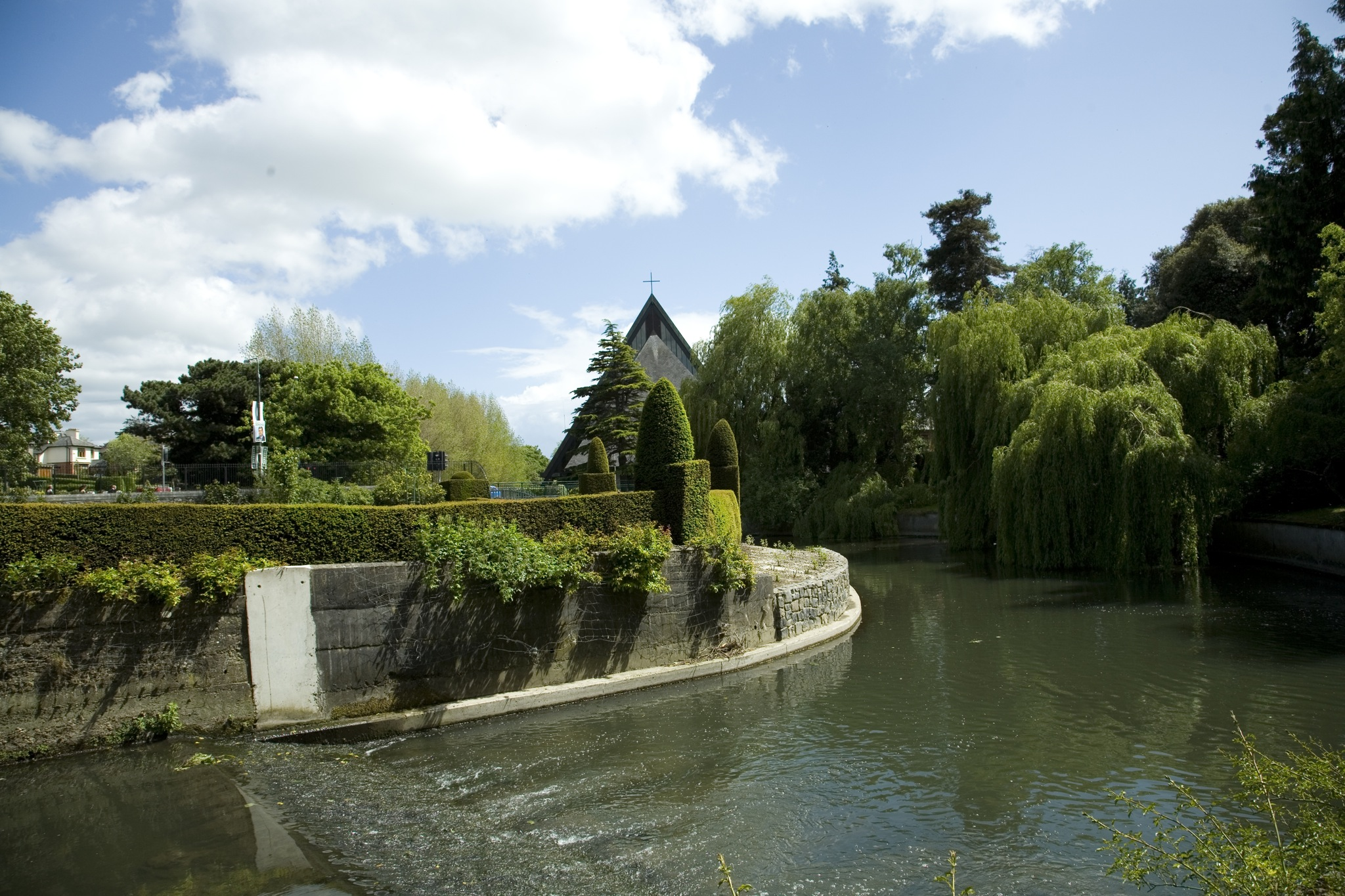
Der Fluss Tolka fließt entlang des Gartens

Gegründet wurde der im Norden vom Tolka River begrenzte Botanische Garten durch die Dublin Society, die heutige Royal Dublin Society. 1878 gingen die Gärten in staatliche Kontrolle über; seit 1992 werden sie – mit Unterbrechung von 1997 bis 2003 zugunsten der wieder aufgelösten Einrichtung Dúchas, The Heritage Service – vom Office of Public Works (OPW) verwaltet.

## Gärten
Der überwiegend als Englischer Landschaftsgarten gestaltete weitläufige Park umfasst neben einem Arboretum auch Spezialbereiche wie beispielsweise:
- einen systematischen Garten, der 1854 nach einem Schema der britischen Botaniker Bentham and Hooker angelegt wurde und gut 90 der in Irland heimischen Pflanzenfamilien botanisch geordnet veranschaulicht – Anfang des 21. Jahrhunderts wurden Teile dieses Gartens nach neuen phylogenetischen Erkenntnissen umgestaltet (siehe APG).[3]
- ein Rosarium
- einen Gemüsegarten
- einen seit Ende der 1880er Jahre bestehenden alpinen Steingarten
- einige Gewässer mit Wasser- und Sumpfpflanzen
- diverse Kräuter- und Staudenbeete
- bunte Carpet Bedding genannte Motivpflanzungen
- wichtige irische Biotope, u. a. Wald, (Moor-)Heide, Wiesen und ein an die Vegetation des Burren angelehnter Karstflora-Bereich
- einen 2002 angelegten Sensory Garden (Garten der Sinne)

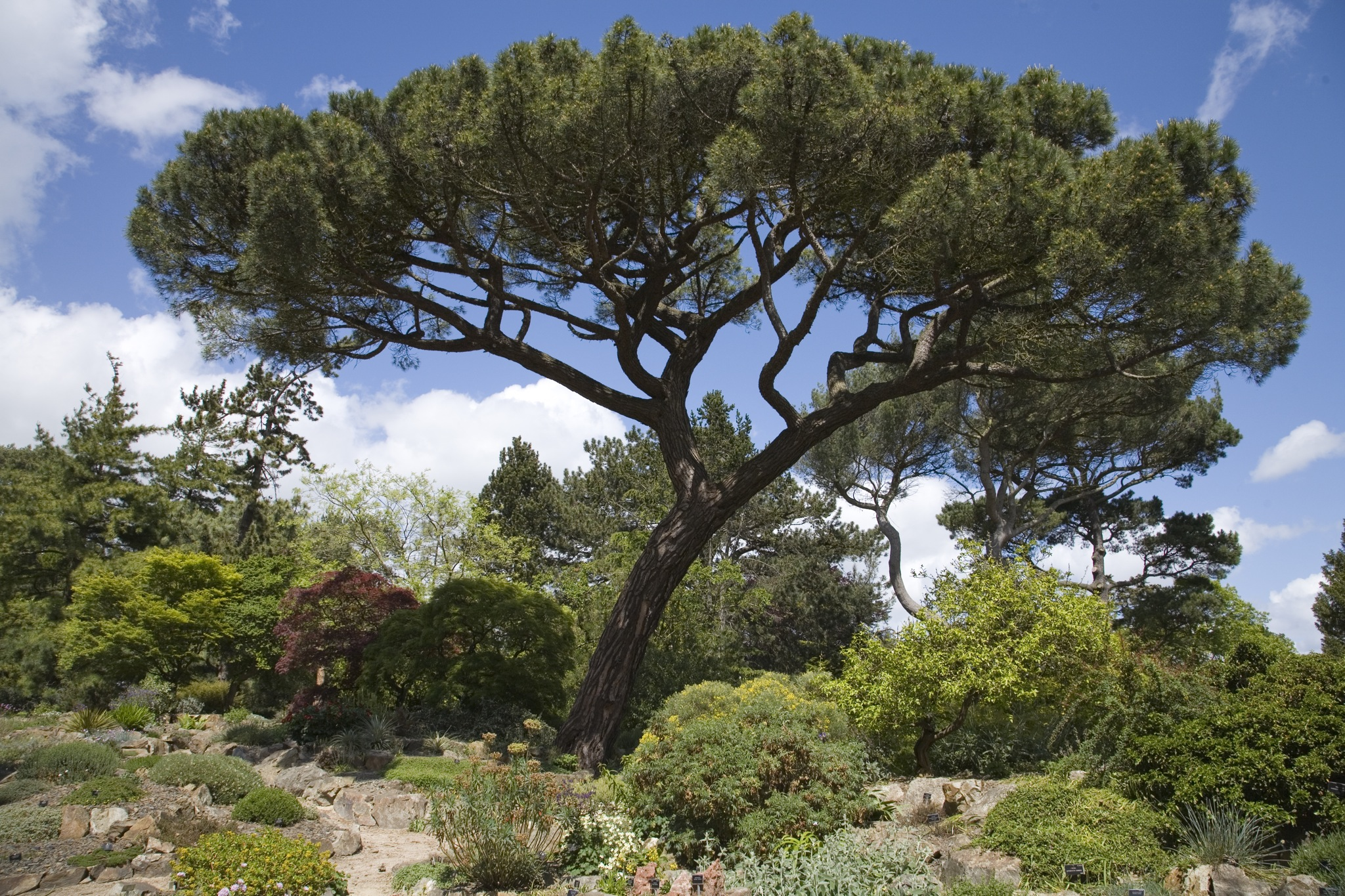
Asiatischer Staudengarten unter einer Kiefer
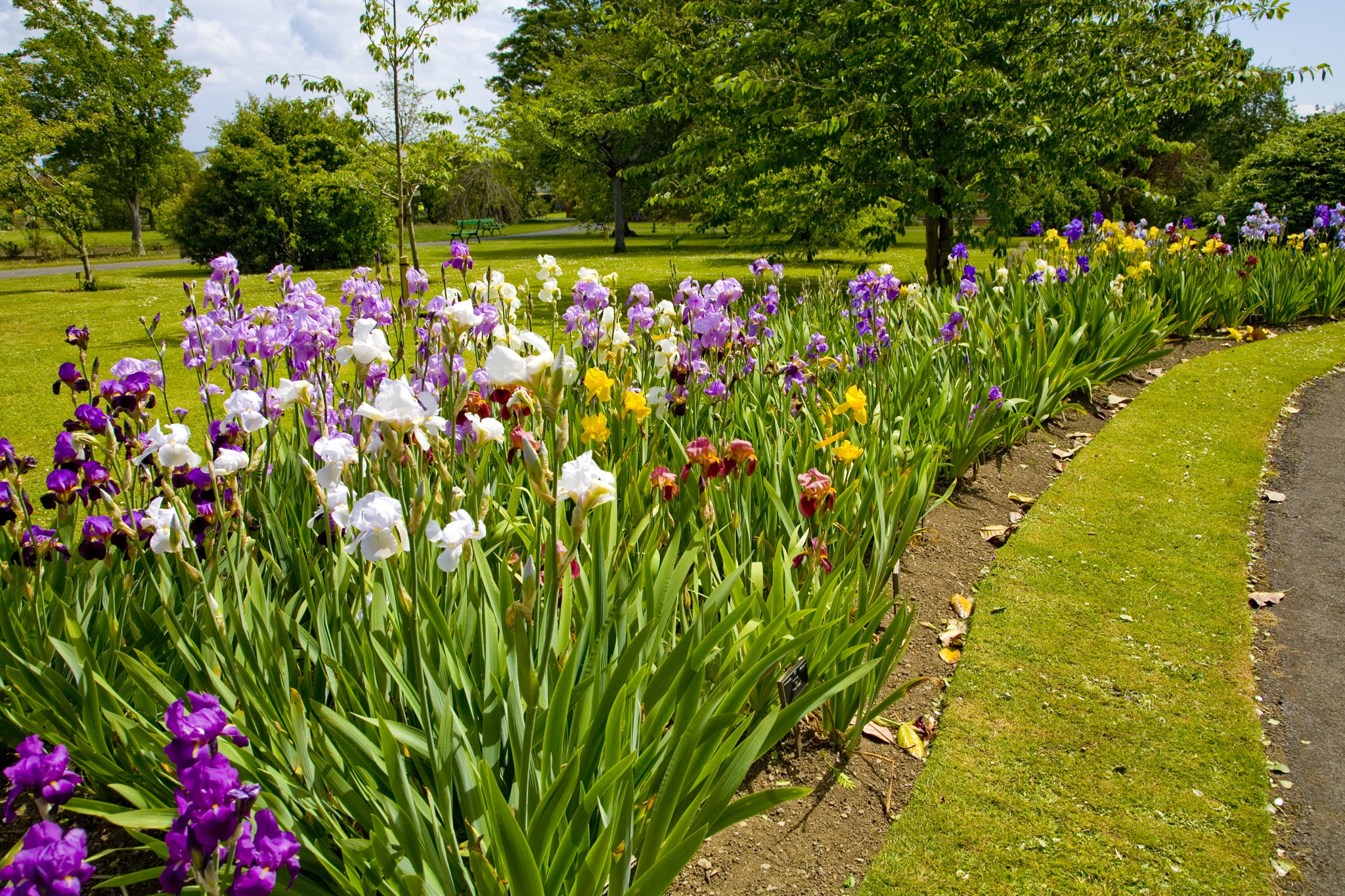
Blühende Schwertlilien
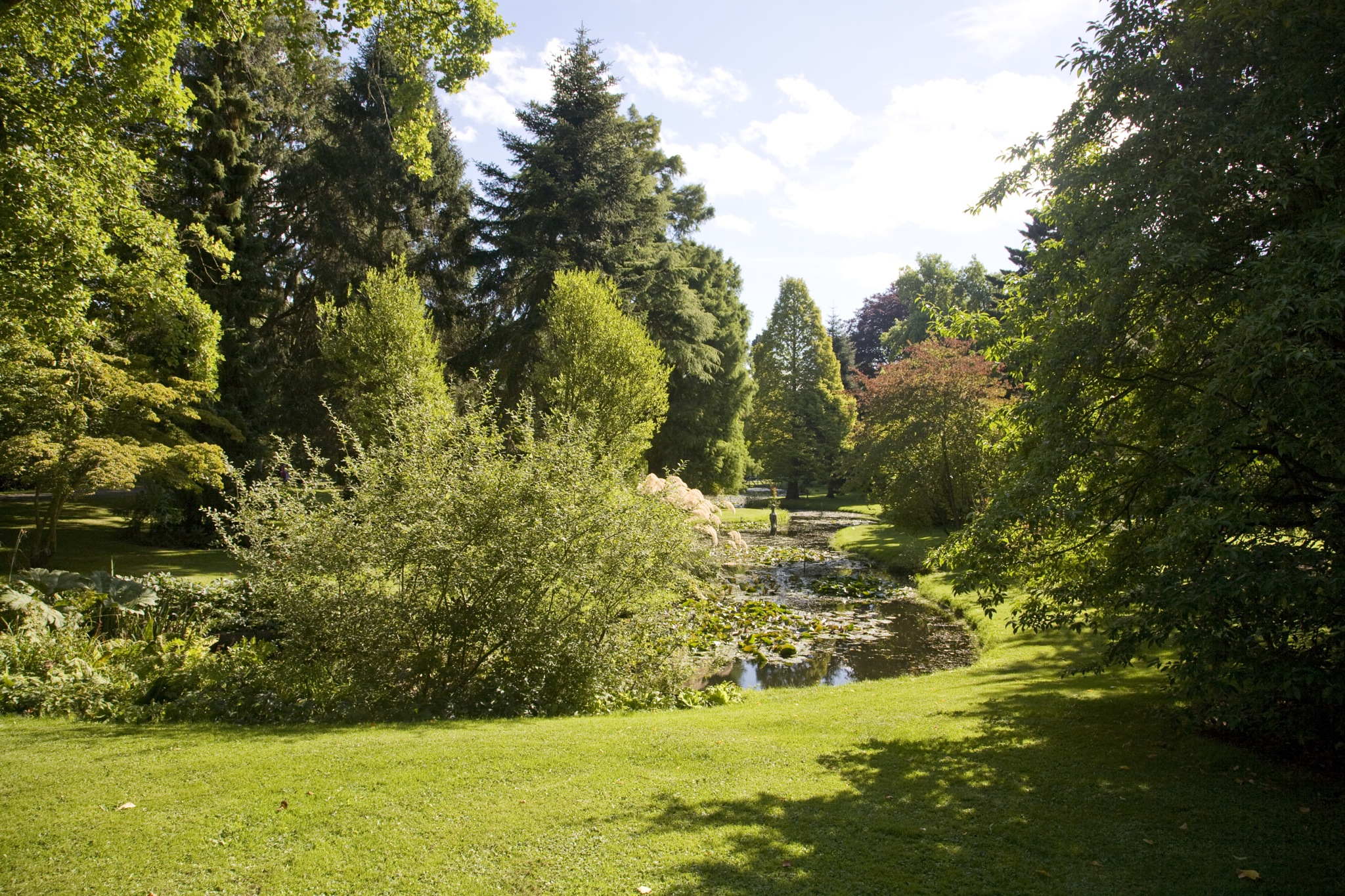
Gewässer im Landschaftspark
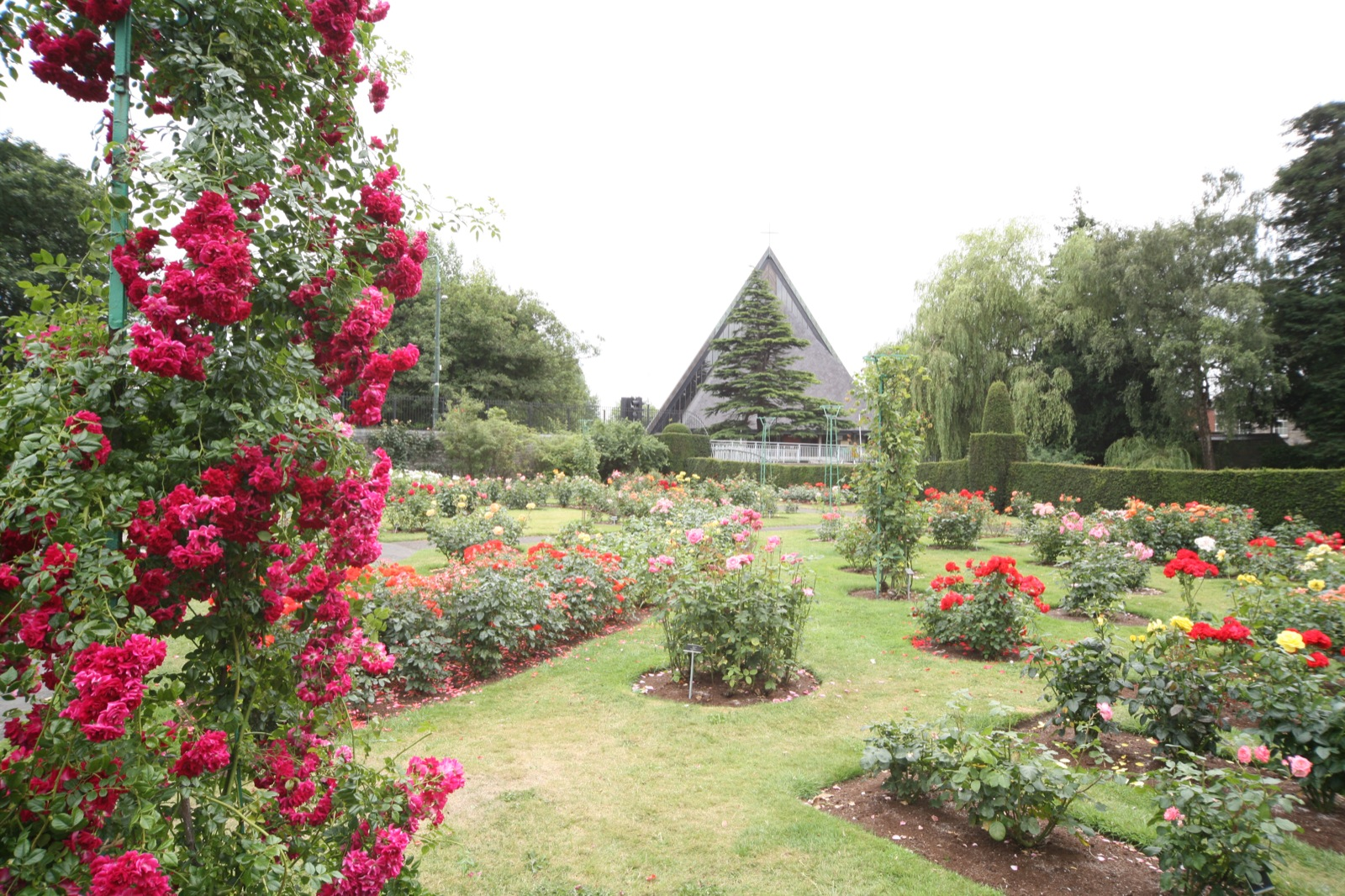
Rosengarten

## Gewächshäuser
Die National Botanic Gardens sind bekannt für ihre alten und architekturhistorisch bedeutenden Glasbauten. 
Auf dem Gelände gibt es fünf größere Gewächshauskomplexe:
- Das Great Palm House wurde 1884 als Ersatz des bei einem Sturm zerstörten Vorgängerbaus (Bauzeit 1842–1850) errichtet. Die als Warmhaus für große Palmengewächse und andere tropische Pflanzen gestaltete Anlage wurde von 2002 bis 2004 umfangreich restauriert. Die zwei Seitenflügel des Palmenhauses werden gebildet vom Flowering House für wechselnde Blumenausstellungen und dem Orchid House, in dem über 1000 Orchideenarten sowie Bromeliengewächse und fleischfressende Pflanzen untergebracht sind. In diesem Gewächshaus gelang es David Moore in den 1840er Jahren weltweit erstmals, Orchideen aus Samen zu ziehen und erfolgreich bis zur Blüte zu bringen. Die bei Moores Experimenten genutzten Arten waren Epidendrum elongatum, E. crassifolium, Cattleya forbesii und Phaius albus.[5]
- Als Curvilinear Range wird ein dreiteiliger, langer und eher niedriger Bau bezeichnet, dessen in der Zeit von 1843 bis 1869 gebaute Hallen Konstruktionen aus gusseisernen Gerüsten und auffällig gebogenem Glas sind. Der in den 1990er Jahren restaurierte Komplex wurde im Wesentlichen von Richard Turner (1798–1881) entworfen. Der Zentralbau war im ab 1982 bis Anfang der 1990er Jahre auf den irischen 1- bis 5-Pence-Standardbriefmarken abgebildet[6] und gilt als architektonisch bedeutendstes Gebäude des Botanischen Gartens. Im Westflügel sind Pflanzen aus Südostasien untergebracht, insbesondere Rhododendren der Untergattung Vireya. Im Zentralhaus befinden sich Nacktsamer, u. a. ein Teil der international bedeutenden Palmfarn-Sammlung. Im Ostflügel werden Arten der Südhemisphäre gezeigt, die u. a. die evolutionsbiologischen Verbindungen der Floren Australiens, Südafrikas und Südamerikas demonstrieren.[7]
- Das Victoria House wurde von Duncan Ferguson entworfen und 1854 extra für die damals in Europa als „botanische Sensation“ bewerteten Riesenseerosen errichtet. Es beherbergt in großen Wasserbecken Pflanzen der namensgebenden Gattung Victoria, früher Victoria amazonica, in den letzten Jahren Victoria cruziana. An das Victoria House angeschlossen sind das Fern House für Farne und das Cactus and Succulent House als „Trockenhaus“ für Kakteen und Sukkulenten.
- Im Alpine House innerhalb des Alpengartens werden Arten der Alpenflora präsentiert.
- Das Teak House bzw. Conservatory (Wintergarten) wird für wechselnde Pflanzenausstellungen, insbesondere von exotischen Pflanzen genutzt.

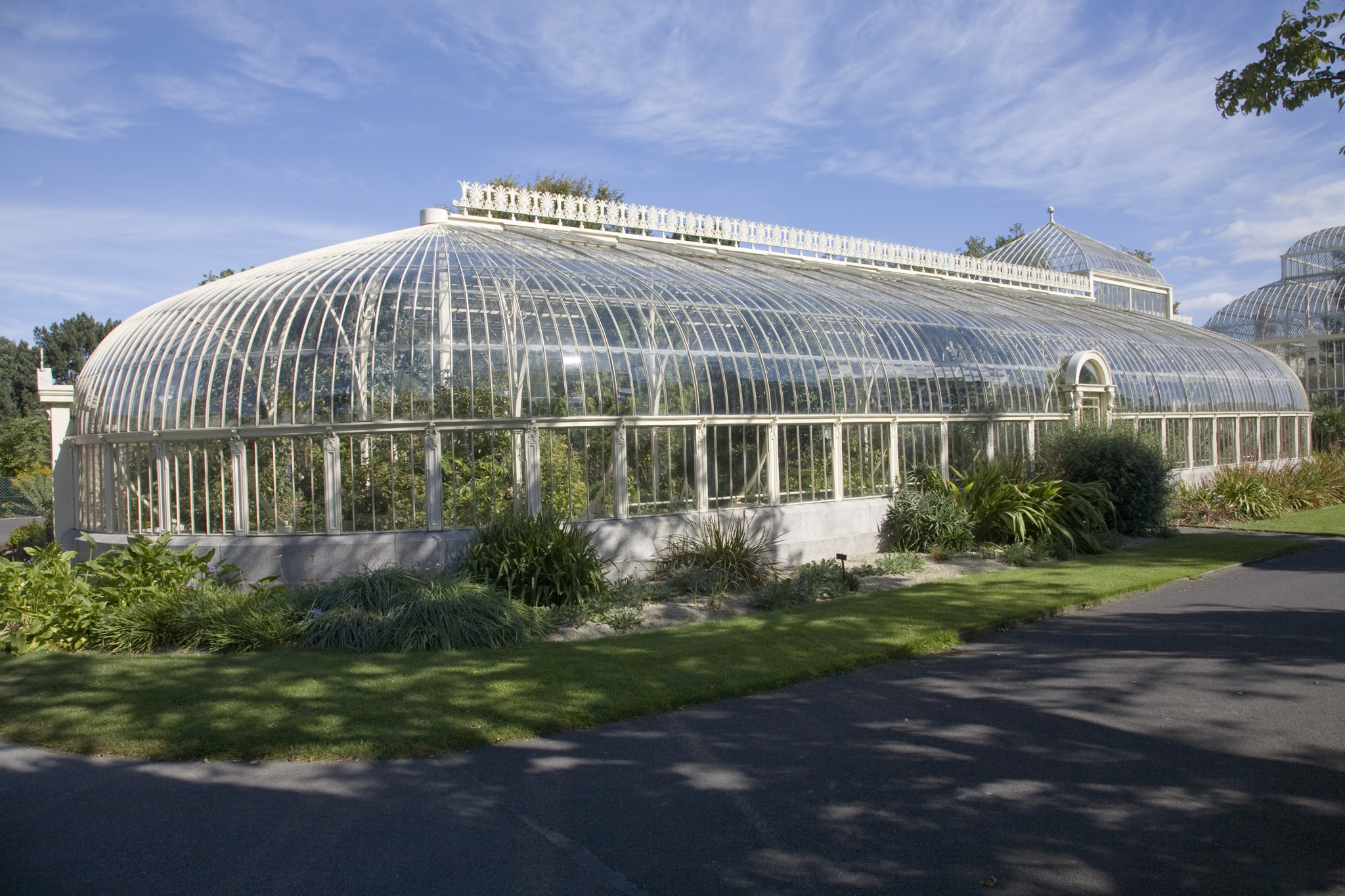
„Curvilinear Range“
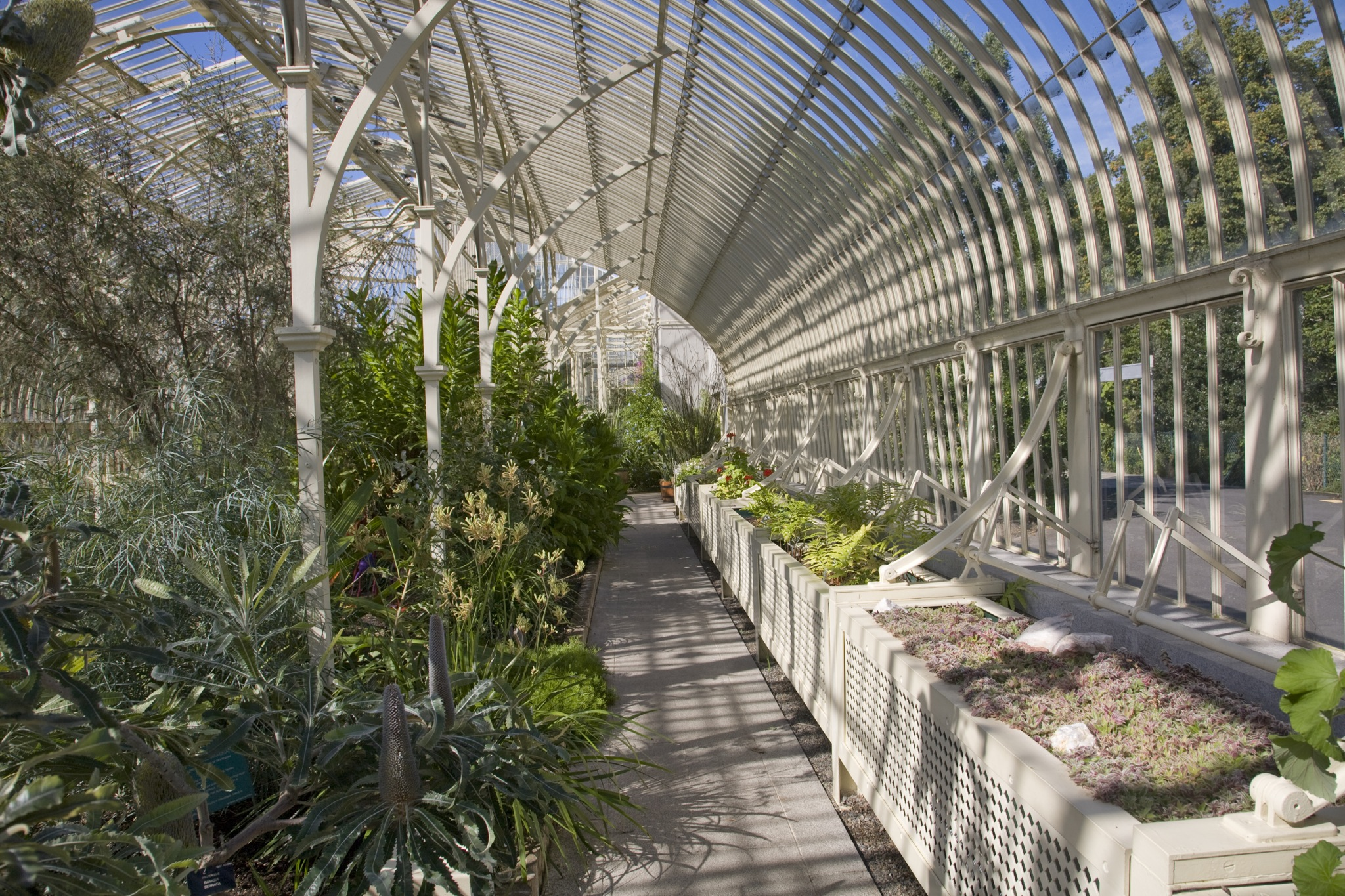
Innenansicht
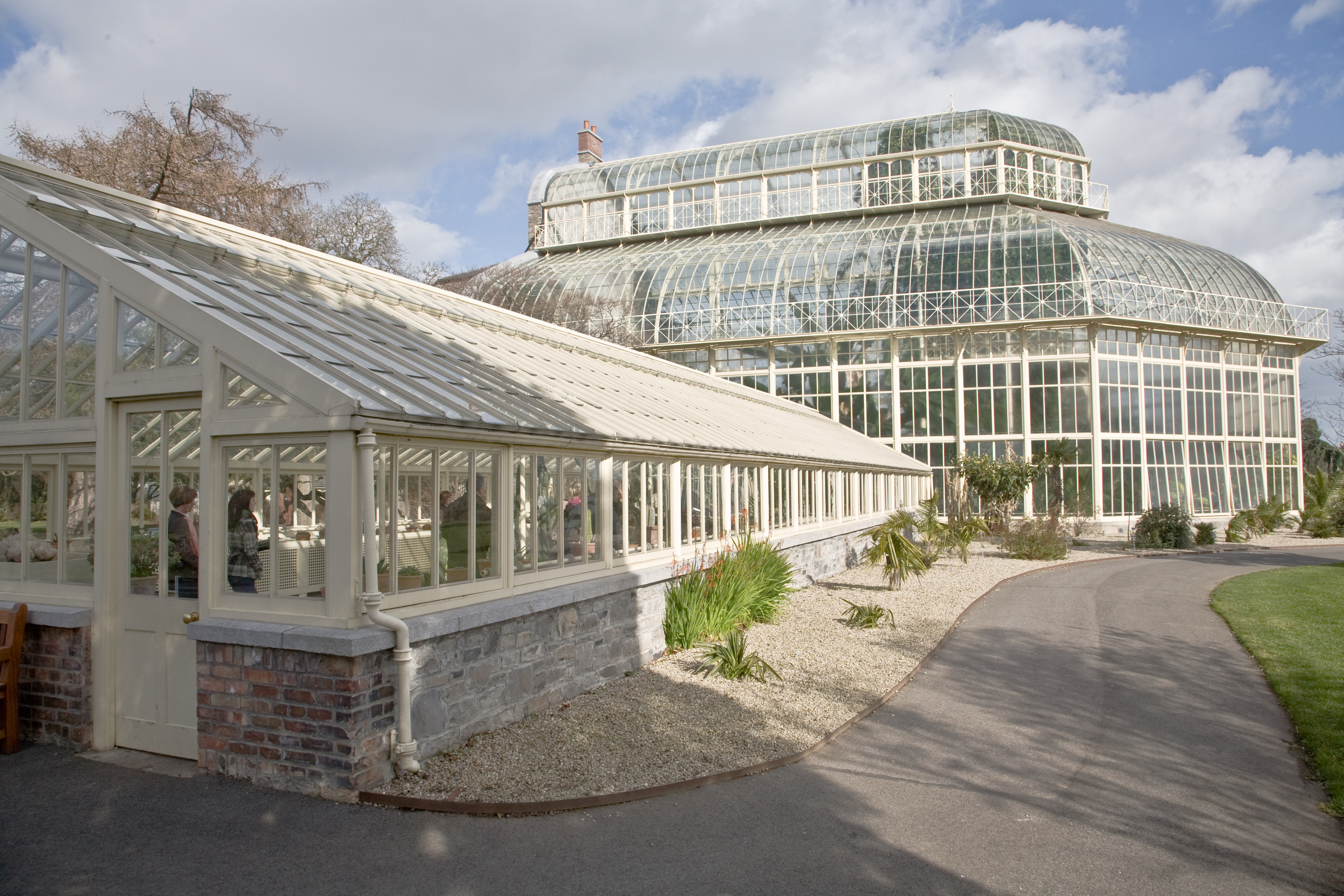
Palmenhaus
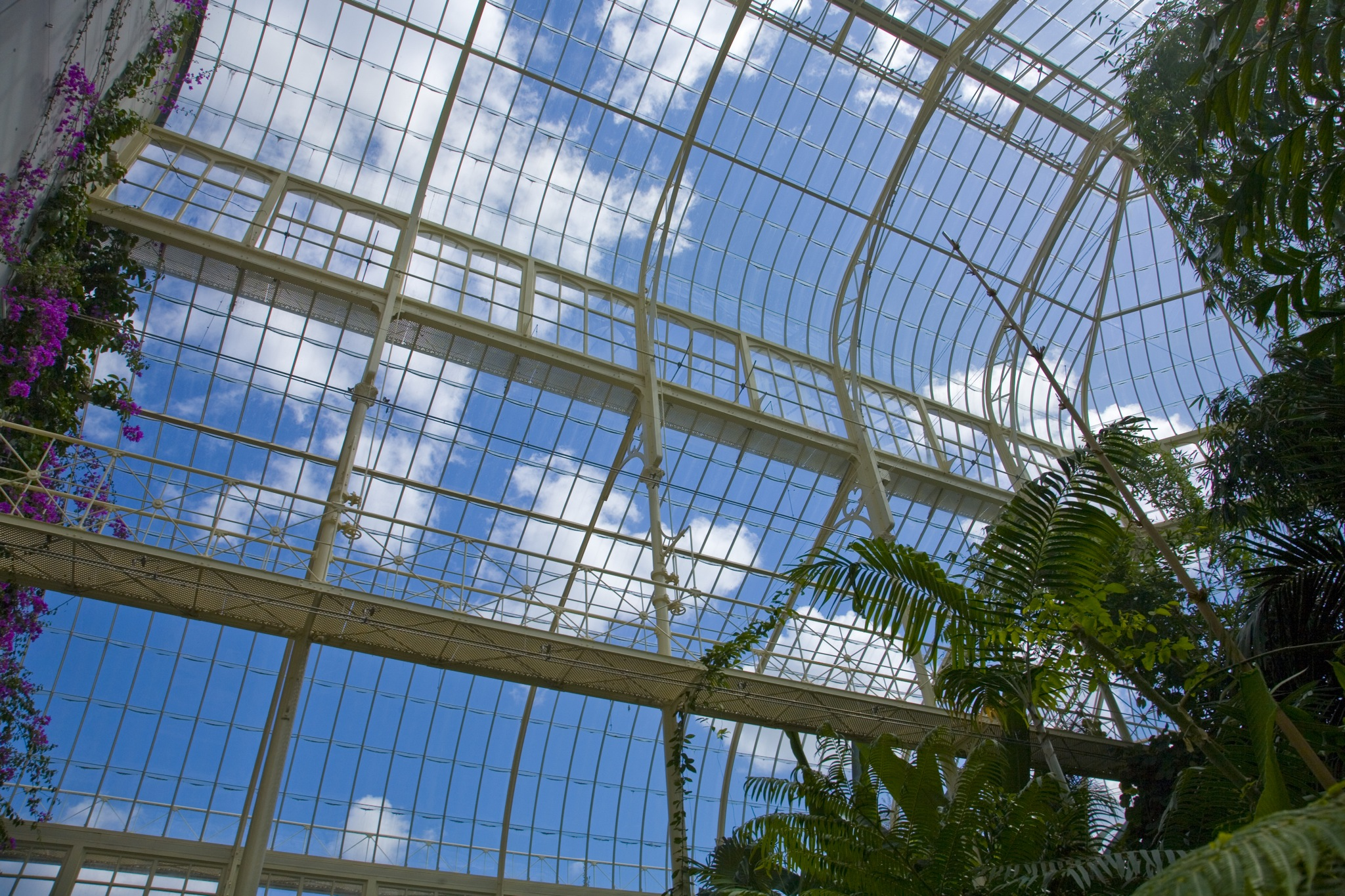
Dachkonstruktion

## Kunst
Seit 2002 findet die jährliche Kunstausstellung sculpture in context in den Gärten statt. Sie ist seit 1985 die größte irische Skulpturenschau im Freien und dauert jeweils mehrere Wochen im Spätsommer.
Daneben finden sich im frei zugänglichen Botanischen Garten bei gutem Wetter fast immer mehrere Laien- oder Profikünstler ein, die vor allem Baum- oder Blumenbilder erstellen. Auch Fotografie-, Mal- und Zeichenkurse werden regelmäßig im Park angeboten.

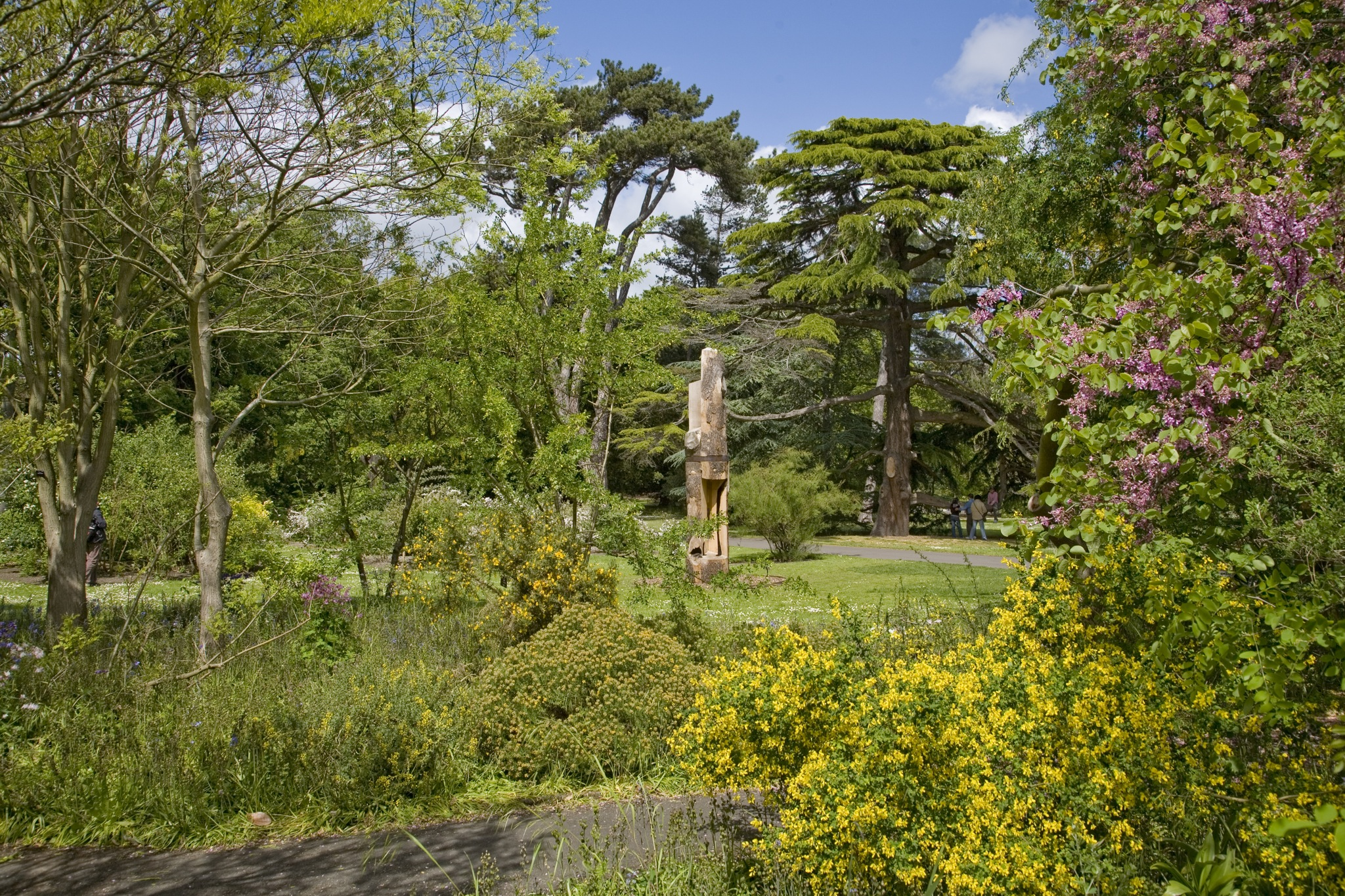
Die Skulptur Craobh des Dubliner Künstlers Gerard Cox wurde 1995 zur 200-Jahr-Feier errichtet.
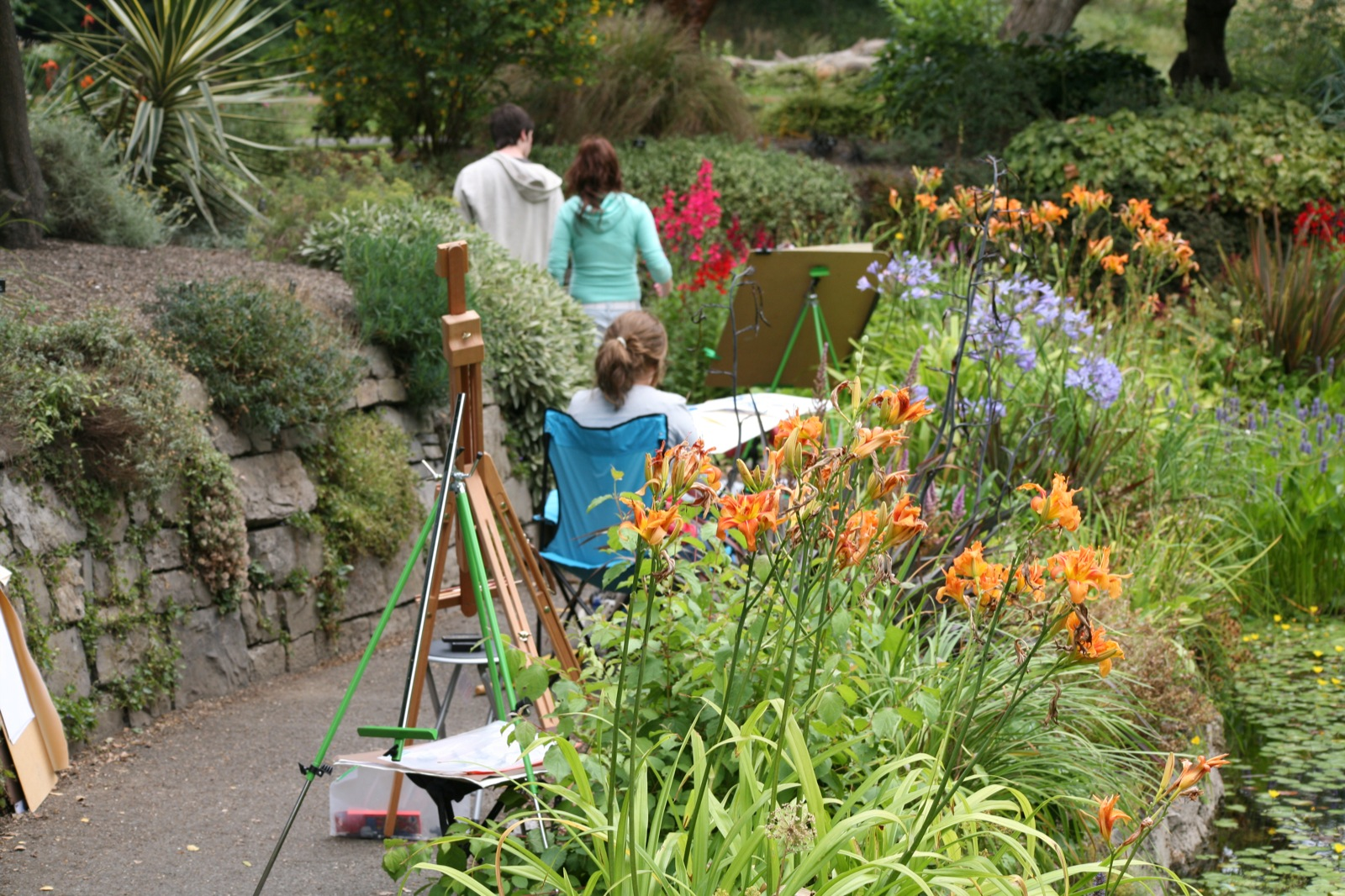
Künstler im Garten

## Weitere Einrichtungen

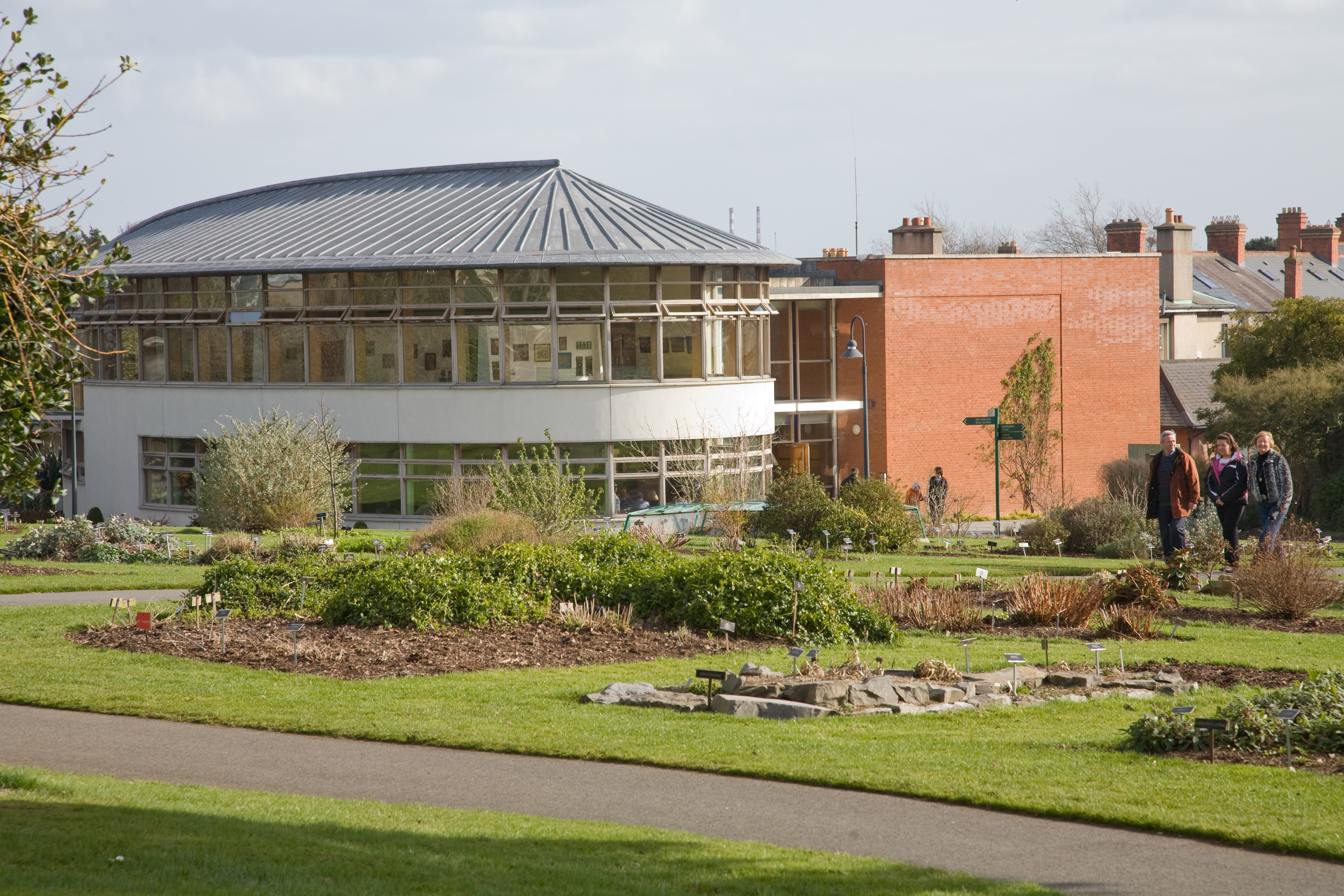
Das im Jahr 2000 eröffnete Besucherzentrum

Auf dem ganzjährig (bis auf den 25. Dezember) frei zugänglichen Gelände befindet sich neben der umfangreichen Botanischen Bibliothek auch das 1847 gegründete Nationale Herbarium Irlands, eine Sammlung von rund 600.000 getrockneten und dokumentierten Pflanzenteilen. Das 1970 vom Irischen Nationalmuseum in den Botanischen Garten umgesiedelte und mit der dortigen Sammlung vereinigte Herbarium hat im internationalen Index Herbariorum die Kennung DBN (die Kennung DUB bezeichnete bis 1970 das Herbarium des Botanischen Gartens).
Im Jahr 2000 wurde im Eingangsbereich ein Besucherzentrum (visitor centre) mit einem Vortragssaal, Ausstellungsräumen und einem Restaurant eröffnet. Dort befindet sich auch eine Dauerausstellung zur Geschichte des Botanischen Gartens, eine Sammlung von Gemäldeportraits wichtiger Botaniker und ein Originalgeweih des ausgestorbenen Irischen Riesenhirschs.
Der Botanische Garten in Glasnevin verwaltet zudem das Kilmacurragh Arboretum in Kilbride, südlich von Dublin im County Wicklow, das für seine Koniferen und kalzifugen (kalkfliehenden) Pflanzen bekannt ist.